# Temelia
A brassói Temelia száz évnél is hosszabb fennállása idején a vidék egyik legnagyobb és legkorszerűbb építőanyag-ipari cége volt. 1891-ben alapították Portland Kügler & Co. néven; az 1948-as államosítás után keresztelték át Temeliára. Ez szolgáltatta az alapanyagokat Románia több nagyszabású építkezéséhez, például a bukaresti Nép Házához, a Vidraru, Teliuc, Paltinu, Vaskapu gátjaihoz, számos hídhoz és tömbháznegyedhez. Cementen kívül meszet, kalcium-hidroxidot, téglát, zúzott követ is készítettek.

## Története
A brassói Kügler család (Heinrich, Angele, Hoch, Paul) 1891. október 30-án alapította meg a cementgyárat a városhatáron akkor még kívül eső Rakodó-völgy keleti részén; ez volt a mai Románia területén létesült első cementgyár. Korszerűnek számító függőleges kemencéket alkalmazott, gyártási kapacitása kezdetben évi 3000 tonna (300 vagon) cement volt. A völgy határán (a mai Carpaților utca mentén) haladt el az 1892-ben megnyitott Bertalan–Hosszúfalu-vasútvonal, melynek a gyárnál is létesült egy megállója. A gyártáshoz szükséges mészkővel a Csigadomb (a Cenk-hegy melletti magaslat) déli oldalán létesített külfejtés látta el.
1907-ben az alapítók eladták a gyárat; az új tulajdonosok folyamatosan bővítették és újították. 1913-ban évi 36 000 tonna kapacitásával Magyarország egyik legnagyobb cementgyárává fejlődött. A trianoni békeszerződés után Brassó – és így a gyár is – Romániához került. A következő évtizedekben tovább fejlesztették, forgókemencéket is szolgálatba állítva; 1938-ban 64 970 tonna cementet készítettek. A munkások ingyenes szolgálati lakást és orvosi ellátást kaptak; ez volt az első brassói gyár, mely ingyenes lakást biztosított alkalmazottainak.
Az 1948-as kommunista államosítás után átkeresztelték Temelia (Alapzat) névre. Szomszédságában az 1960-as évektől városnegyed kezdett kiépülni, melyet szintén Temeliának neveztek (az 1980-as években ez nyugat felé terjeszkedett, és felépült a jelenlegi Rakodó-negyed). A gyár 1965-ben a Bertalan-negyedben felhúzott Răsăritul (Napkelte) részleggel bővült; az ehhez tartozó felszíni mészkőfejtés létrehozásakor pusztították el a Kis-függő-kő botanikai rezervátumot. 1970-ben összeolvadt a comarnici cementgyárral.
1990 után privatizálták, majd 1994-ben több részre szakadt (Temelia, Temvar, Prescon). A Temeliát 2003-ban átvette a belga Carmeuse, a Temvar 2012-ben csődbe ment, a Prescon (az egykori Răsăritul részleg) a 21. században is működik.
A Rakodó-völgyi Temelia cementgyár 1981-ben bezárt, majd 2007-ben lebontották; helyén felépült az Artima (későbbi nevén Magnolia) pláza és a Sunnyville lakópark. A pláza előtt rövid ideig egy emlékmű volt, rajta a cementgyár 1891-es alapítási dátumával.